# Mickey Madden
Mickey Allen Madden (født 13. maj 1979) er en tidligere amerikansk musiker, sanger og bassist. Han har bl.a. spillet i pop-rock bandet Maroon 5.